# Caisnes
Caisnes – miejscowość i gmina we Francji, w regionie Hauts-de-France, w departamencie Oise.
Według danych na rok 1990 gminę zamieszkiwało 327 osób, a gęstość zaludnienia wynosiła 53 osoby/km² (wśród 2293 gmin Pikardii Caisnes plasuje się na 673. miejscu pod względem liczby ludności, natomiast pod względem powierzchni na miejscu 767.).